# دانشگاه المثنی
دانشگاه المثنی (به عربی: جامعة المثنی) یک دانشگاه در عراق است که در سماوه واقع شده‌است.